# 2012 FS35
2012 FS35 – planetoida bliska Ziemi z grupy Apolla o wielkości około 3 metrów.
Planetoida nie stanowi zagrożenia dla Ziemi, jest na tyle mała, że w przypadku kolizji z naszą planetą spaliłaby się całkowicie w atmosferze. 26 marca 2012 planetoida przeleciała w odległości zaledwie 58 tysięcy kilometrów od Ziemi (około 0,17 LD).